# 변상수
변상수(邊相洙, 1964년 9월 8일~)는 대한민국의 카누 선수로, 1988년 하계 올림픽에 참가했다.